# Naturvetarna
Naturvetarna är ett svenskt fackförbund för högskoleutbildade naturvetare. Naturvetarna har 35 000 medlemmar och är ett fackförbund inom Saco. 

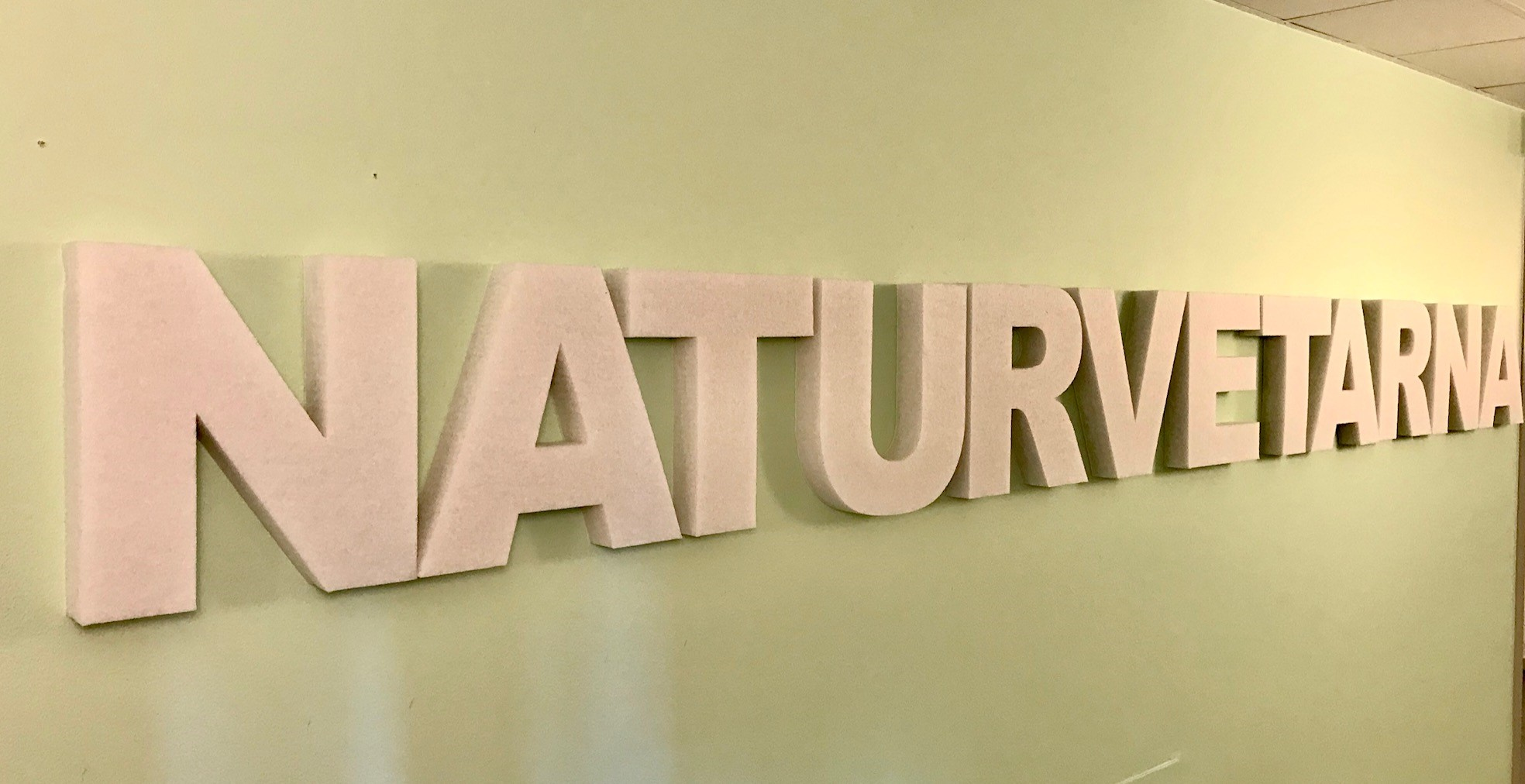
Naturvetarnas kansli finns i Nacka.

Naturvetarna organiserar medlemmar utifrån utbildningsområde och är ett av Sveriges största nätverk och intresseorganisation för naturvetare. Förbundet förhandlar fram trygga och flexibla kollektivavtal som ger större möjligheter att påverka individuella arbetsvillkor och lön. Naturvetarna jobbar också för att naturvetares kompetens ska få den status den förtjänar. 
Naturvetarnas medlemmar arbetar inom alla sektorer på arbetsmarknaden och inom ett flertal branscher så som Life science, Cleantech (miljöteknik), hälso- och sjukvård, djursjukvård, universitet och högskola, skog och lantbruk, miljö och naturvård, livsmedel och nutrition, samhällsbyggnad, IT och statistik. 
Förbundet bildades 2009 genom en sammanslagning av Naturvetareförbundet och Agrifack.. Ordförande är Patriq Fagerstedt som valdes på kongressen 2021, förbundsdirektör är Frida Lawenius och förhandlingschef är Per Sjödin. 
Förbundet ger ut medlemstidningen Naturvetaren som ges ut fyra gånger per år. Fokus ligger på forskning, branschfrågor, karriär, vetenskap och ledarskap.  

## Naturvetenskapliga professioner
Naturvetenskapliga professionsgrupper som tillhör Naturvetarna är; agronom, arbetsmiljöingenjör, biolog, biomedicinare, biomedicinsk analytiker, cytodiagnostiker, datavetare, dietist, djursjukskötare, fysiker, geovetare, hippolog, hortonom, jägmästare, kemist, landskapsingenjör, lantmästare, matematiker, meteorolog, miljövetare, nutritionist, sjukhusfysiker, skogsmästare, toxikolog och trädgårdsingenjör. 

## Professionsföreningar
Naturvetarna arbetar för att stärka och synliggöra de naturvetenskapliga professionerna. Mycket av detta arbete sker i Naturvetarnas professionsföreningar. Naturvetarnas professionsföreningar är; 
- Agronomförbundet
- Biomedicinska analytikerföreningen
- Delförbundet Skogsakademikerna
- Dietisternas riksförbund
- Djursjukskötarnas Riksförbund
- Djurskyddsinspektörernas riksförbund
- Ekoingenjörernas riksförbund
- Geosektionen
- Hälsa och miljö
- Naturbrukslärarförbundet
- Nutritionistföreningen
- Sektionen Sveriges Arbetsmiljöinspektörer, SSAI
- Sveriges Cytodiagnostiker
- Svenska Sjukhusfysikerförbundet
- Sveriges Sjukhusgenetiker, SSG